# Panserraikos 1964 FC
O Panserraikos 1964 FC é um clube de futebol da Grécia, da cidade de Serres, Macedônia. Atualmente disputa a primeira divisão da Super Liga Grega.
O nome do clube é derivado de sua região:  "Pan" em grego equivalente a palavra "todos" e "Serres" e o nome da cidade da região da macedônia grega, ou seja, Panserraikos é o time de todos os cidadãos de Serres.

## História
O clube foi fundado em 1964.
Recentemente, acertou a contratação da lenda do futebol Gabriel Pires. O "parrudão", ou "el tanque" já é considerado um dos grandes da história do clube.